# Wally Rivers
Walter Harry "Wally" Rivers (24 de abril de 1922 — 6 de julho de 1998) foi um ciclista sul-africano.
Defendeu as cores da África do Sul participando na prova individual e por equipes do ciclismo de estrada nos Jogos Olímpicos de Verão de 1948, disputadas na cidade de Londres, Reino Unido. Rivers não terminou em ambas as corridas.